# Boverath
Boverath ist ein Stadtteil (Ortsbezirk) von Daun in der zentralen Vulkaneifel im Landkreis Vulkaneifel in Rheinland-Pfalz.

## Lage
Der Ort liegt unmittelbar östlich des Stadtkerns von Daun auf der gegenüberliegenden Seite der Lieser und wird von den Waldgebieten des Jockelbergs, des Maubachtals sowie des Lehwalds umgeben. Nördlich von Boverath mündet der Maubach in die Lieser. Die Gemarkung erreicht 406 bis 465 Meter Höhe ü. NN.
Boverath setzt sich aus dem alten historischen Ortskern („Oberdorf“), dem „Unterdorf“ sowie zwei Neubaugebieten zusammen.

## Geschichte
Eine zum „Hof Bofenrad“ gehörende Katholische Kapelle wurde 1518 erwähnt.
Im Jahr 1794 wurde das Linke Rheinufer im ersten Koalitionskrieg von französischen Revolutionstruppen besetzt. Von 1798 bis 1814 gehörte Boverath zum Kanton Daun im Saardepartement.
Auf dem Wiener Kongress (1815) kam die Region an das Königreich Preußen, Boverath wurde 1816 dem neu errichteten Kreis Daun im Regierungsbezirk Trier zugeordnet und von der Bürgermeisterei Daun verwaltet.
Am 7. Juni 1969 wurde Boverath mit zu diesem Zeitpunkt 221 Einwohnern in die Stadt Daun eingemeindet.
Ursprünglich von der Landwirtschaft geprägt, entwickelte sich das Dorf in den vergangenen Jahrzehnten zu einer fast reinen Wohngemeinde. Durch die Erschließung des Neubaugebiets Pfaffenborn in den 1980er Jahren wuchs zudem die Bevölkerung deutlich an. Mit dem ab 2001 angelegten Neubaugebiet In der Herrenwies wurde erstmals die Grenze von 500 Einwohnern überschritten.

## Politik
Der Stadtteil Boverath ist gemäß Hauptsatzung einer von acht Ortsbezirken der Stadt Daun. Die Grenzen des Bezirks entsprechen denen der Gemarkung. Er wird politisch von einem Ortsbeirat sowie einem Ortsvorsteher vertreten.
Der Ortsbeirat in Boverath besteht aus fünf Mitgliedern und dem ehrenamtlichen Ortsvorsteher als Vorsitzendem.
Dieter Oster ist seit 2004 Ortsvorsteher von Boverath.

## Kultur und Sehenswürdigkeiten
siehe auch Liste der Kulturdenkmäler in Daun#Einzeldenkmäler
Die Hermann-Josef-Kapelle ist ein einachsiger Saalbau aus dem 18. Jahrhundert. Patron ist der katholische Heilige Hermann Joseph von Steinfeld.